# Jillian Murray
Jillian Leigh Murray (Reading, 4 giugno 1984) è un'attrice statunitense.
È nota per il suo ruolo di Heather Pinkney nella serie Code Black nonché per essere il volto di Liara T'Soni nel videogioco Mass Effect.

## Biografia
Jillian Murray è nata a Reading, Pennsylvania. Nel 2003 ha fatto il suo debutto cinematografico nel film Deep Toad. Durante la sua carriera ha partecipato a vari film ad esempio nel 2011 ha recitato in Never Back Down - Combattimento letale lavorando al fianco di Michael Jai White.
A partire dal 2015 reciterà in Code Black una serie televisiva CBS dove interpreta il ruolo della dottoressa Heather Pinkney recitando la parte fino al 2017.
Ha prestato i propri lineamenti per la creazione di Liara T'Soni, personaggio della serie di videogiochi Mass Effect.

## Filmografia

### Cinema
- Deep Toad, regia di Toby Hubner (2003)
- Fifty Pills, regia di Theo Avgerinos (2006)
- One Night with You, regia di Joe D'Augustine (2006)
- The Fun Park, regia di Rick Walker (2007)
- Legacy, regia di Michael Kolko e Jason Dudek (2008)
- An American Carol, regia di David Zucker (2008)
- American High School, regia di Sean Patrick Cannon (2009)
- Knuckle Draggers, regia di Alex Ranarivelo (2009)
- Forget Me Not, regia di Tyler Oliver (2009)
- The Graves, regia di Brian Pulido (2009)
- Sex Crimes 4 (Wild Things: 4some), regia di Andy Hurst - video (2010)
- Never Back Down - Combattimento letale (Never Back Down 2: The Beatdown), regia di Michael Jai White (2011)
- Cougar Hunting, regia di Robin Blazak (2011)
- Bad Ass, regia di Craig Moss (2012)
- Visible Scars, regia di Richard Turke (2012)
- Mantervention, regia di Stuart Acher (2014)
- Cabin Fever 3: Patient Zero, regia di Kaare Andrews (2014)
- My Favorite Five, regia di Paul D. Hannah (2015)
- Windsor Drive, regia di Natalie Biblè (2015)
- The Squeeze, regia di Terry Jastrow (2015)
- You Can't Have It, regia di André Gordon (2017)
- A Kiss on Candy Cane Lane, regia di Stephanie McBain (2019)
- Un ascensore per due (Prescription for Love), regia di Brian Brough (2019)
- Segreti che uccidono (Overlook), regia di Danny J. Boyle (2020)
- I colori del Natale (Brush With Christmas), regia di Robin Dunne (2022)
- Un angelo tutto per me (An Unlikely Angel), regia di Durrell Nelson (2022)
- Uglies, regia di McG (2024)

### Televisione
- Drake & Josh - serie TV, episodi 4x06-4x07 (2006)
- Cheerleader Camp, regia di Adam Green (2007)
- Sonny tra le stelle (Sonny with a Chance) - serie TV, 4 episodi (2009)
- Le regole dell'amore (Rules of Engagement) - serie TV, episodio 5x12 (2010)
- Diario di una nerd superstar (Awkward) - serie TV, episodio 1x05 (2011)
- Perception - serie TV, episodio 1x06 (2012)
- Code Black - serie TV, 26 episodi (2015-2017)
- Murder in the First - serie TV, episodi 2x03-2x04-2x10 (2015)
- The Night Shift - serie TV, episodio 3x06 (2016)
- Incontro pericoloso (A Dangerous Date) - film TV, regia di Jared Cohn (2018)
- Delitti alla radio (Deadly Radio Romance) - film TV, regia di Mike Hoy (2021)
- Christmas Keepsake - film TV, regia di Colin Budds (2023)
- A Little Women's Christmas - film TV, regia di Brandon Clark (2024)

### Cortometraggi
- Down Dog, regia Brad Silberling (2015)

## Doppiatrici italiane
Nelle versioni in italiano dei suoi film, Jillian Murray è stata doppiata da:
- Letizia Scifoni in Never Back Down - Combattimento letale, Un angelo tutto per me
- Valentina De Marchi in Segreti che uccidono
- Lavinia Paladino in Un ascensore per due
- Elena Fiorenza in I colori del Natale
- Eva Padoan in Sonny tra le stelle
- Myriam Catania in Code Black

## Videogiochi
- Mass Effect (2007) - Liara T'Soni
- Mass Effect 2 (2010) - Liara T'Soni
- Mass Effect 3 (2012) - Liara T'Soni